# 碩放機場駅
碩放機場駅（せきほうきじょう-えき）は中華人民共和国江蘇省無錫市新呉区に位置する無錫地下鉄3号線の駅。蘇南碩放国際空港のターミナルに直結している。

## 歴史
- 2020年10月28日：開業[1]。

## 駅構造
島式ホーム1面2線を有する地下駅。

## 駅周辺
- 蘇南碩放国際空港

## 隣の駅
无锡地下鉄
■ 3号線
長江南路駅 L3/20 - 硕放機場駅 L3/21